# Pays de la Dvina
Le pays de la Dvina, ou Terre de la Dvina (aux XIe – XIVe siècles - Zavolotchié) est une région historique située dans le bassin des fleuves de la Dvina septentrionale et de l'Onega, aujourd'hui une partie de l'oblast d'Arkhangelsk. Aux XIe – XIVe siècles, la région était contrôlée par la république de Novgorod, avant d'être annexée en 1478 à la Moscovie. La population était engagée dans l'agriculture, la traite de la fourrure, la pêche et la production de sel.